# 勒普莱西加索
勒普莱西加索（法語：Le Plessis-Gassot，法語發音：[lə plɛsi ɡaso] ⓘ）是法国法兰西岛大区瓦兹河谷省的一个市镇，位于该省东北部，属于萨塞勒区。

## 地理
勒普莱西加索（49°2'0"N, 2°24'56"E）面积4.1 平方千米，位于法国法蘭西島大區瓦兹河谷省，该省份为法国北部内陆省份，北起瓦兹省，西接厄尔省，南至塞纳-圣但尼省、上塞纳省和伊夫林省，东临塞纳-马恩省。
与勒普莱西加索接壤的市镇（或旧市镇、城区）包括：帕里西地区丰特奈、维利耶勒贝勒、布克瓦勒、埃库昂、勒梅尼勒欧布里。

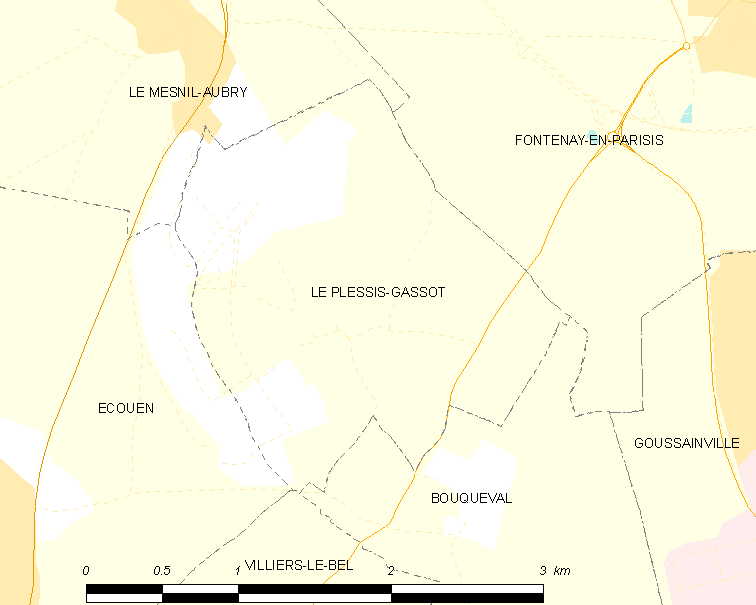
勒普莱西加索的OSM定位图

勒普莱西加索的时区为UTC+01:00、UTC+02:00（夏令时）。

## 行政
勒普莱西加索的邮政编码为95720，INSEE市镇编码为95492。

## 政治
勒普莱西加索所属的省级选区为福斯县。

## 人口

1962-2008年间勒普莱西加索人口变化图示

勒普莱西加索于2022年1月1日时的人口数量为97人。